# Victoria-Louise de Prusse
Titres
Duchesse de Brunswick
1er novembre 1913 – 8 novembre 1918
(5 ans et 7 jours)
Épouse du prétendant au trône de Brunswick
8 novembre 1918 – 30 janvier 1953
(34 ans, 2 mois et 22 jours)
Épouse du prétendant au trône de Hanovre
14 novembre 1923 – 30 janvier 1953
(29 ans, 2 mois et 16 jours)
Victoria-Louise Adélaïde Mathilde Charlotte de Prusse (en allemand : Viktoria Luise Adelheid Mathilde Charlotte von Preußen) fut princesse de Prusse et d'Allemagne et, par son mariage, duchesse de Brunswick et princesse de Hanovre, née le 13 septembre 1892 à Potsdam, en Prusse, et morte le 11 décembre 1980 à Hanovre, Basse-Saxe. Unique fille du Kaiser Guillaume II d'Allemagne et épouse du duc Ernest-Auguste de Brunswick, elle est la dernière duchesse de Brunswick.

## Famille

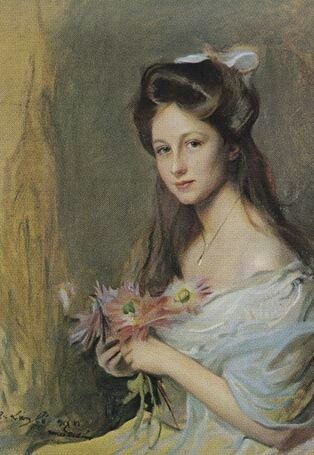
La princesse Victoria-Louise en 1908 peinte par Philip de László.

Victoria-Louise Adélaïde Mathilde Charlotte de Hohenzollern est l'unique fille et la benjamine des sept enfants du Kaiser Guillaume II d'Allemagne (1859-1941) et de son épouse l'impératrice Augusta-Victoria de Schleswig-Holstein-Sonderbourg-Augustenbourg (1858-1921). Ses prénoms sont un hommage à son arrière-grand-mère, la reine Victoria du Royaume-Uni (1819-1901), surnommée la « Grand-mère de l'Europe » et à sa grand-mère l'impératrice Victoria, à son arrière-arrière-grand-mère, la reine Louise de Prusse, ardente opposante à Napoléon, à sa grand-mère maternelle, Adélaïde de Hohenlohe-Langenburg (aussi nièce de la reine d'Angleterre) ainsi qu'à sa grand-tante la feue tsarine née Charlotte de Prusse. Elle est une proche parente de tous les souverains européens. 
Le 24 mai 1913, la princesse épouse, à Berlin, le prince royal Ernest-Auguste de Hanovre, lui-même fils d'Ernest-Auguste de Hanovre (1845-1923), prétendant au trône de Hanovre sous le nom d'« Ernest-Auguste II » et duc de Cumberland et Teviotdale, et de son épouse la princesse Thyra de Danemark (1853-1933). Par sa mère, Ernest-Auguste est donc le petit-fils du roi Christian IX de Danemark (1818-1906), surnommé le « Beau-père de l'Europe ».
Du mariage de Victoria-Louise et d'Ernest-Auguste naissent cinq enfants :
- Ernest-Auguste IV de Hanovre (1914-1987), prétendant aux trônes de Hanovre et de Brunswick, qui épouse, en 1951, la princesse Ortrude de Schleswig-Holstein-Sonderbourg-Glucksbourg (1925-1980) avant de se remarier, en 1981, à la comtesse Monique de Solms-Laubach (en) (1929-2015) ;
- Georges-Guillaume de Hanovre (1915-2006), prince de Hanovre, qui s'unit, en 1946, à la princesse Sophie de Grèce (1914-2001), sœur du duc d'Edimbourg;
- Frederika de Hanovre (1917-1981), princesse de Hanovre, qui épouse Paul Ier de Grèce (1901-1964), roi des Hellènes ; Ils sont les grands-parents du roi Philippe VI d'Espagne;
- Christian de Hanovre (1919-1981), prince de Hanovre, qui s'unit, en 1963, à Mireille Dutry (1946) ;
- Guelf-Henri de Hanovre (1923-1997), qui épouse, en 1960, la princesse Alexandra d'Ysenbourg-Büdingen (en) (1937-2015).

## Biographie

### Enfance

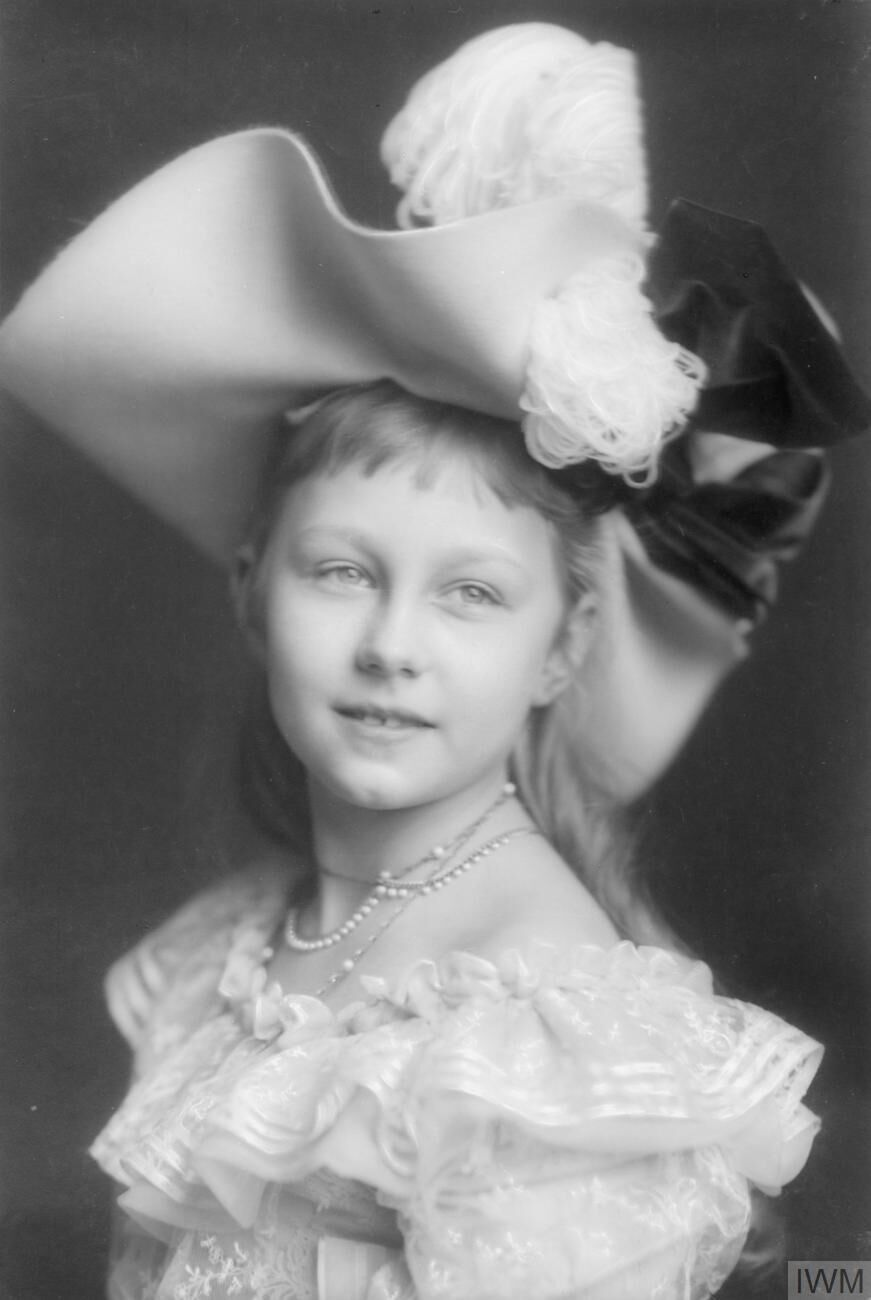
La princesse Victoria-Louise, à l'âge de dix ans.

Septième et dernier enfant et unique fille du Kaiser Guillaume II d'Allemagne et de l'impératrice Augusta-Victoria, la princesse Victoria-Louise voit le jour le 13 septembre 1892, au palais de Marbre de Potsdam,. Le 22 octobre suivant, jour de l'anniversaire de l'impératrice, l'enfant est baptisée dans la galerie de Marbre du Nouveau Palais de Potsdam, et reçoit les prénoms de deux de ses ancêtres : son arrière grand-mère la reine Victoria du Royaume-Uni, « la grand-mère de l'Europe » qui, règne depuis plus de cinquante ans sur le Royaume-Uni et son empire et son arrière arrière grand-mère l'héroïque reine Louise de Mecklembourg-Strelitz qui s'opposa à Napoléon Ier. Dans sa famille, la petite fille est surnommée affectueusement « Sissy ».
L'historien Justin C. Vovk décrit Victoria-Louise comme une jeune fille aussi intelligente que sa grand-mère, l'impératrice Victoria, aussi majestueuse et digne que sa mère mais également aussi impérieuse et autoritaire que son père. Enfant préférée du Kaiser,, la princesse est même le seul membre de sa fratrie à parvenir à se faire une place dans le cœur de l'empereur, si l'on en croit son frère aîné, le Kronprinz Guillaume. Au sein de sa famille, Victoria-Louise aime être au centre de l'attention. En 1902, sa gouvernante anglaise, Anne Topham, note, après leur première rencontre, que la princesse de neuf ans se montre amicale et énergique mais qu'elle passe son temps à se quereller avec le prince Joachim. Plus tard, la gouvernante écrit que le Kaiser est « la force dominante de la vie de sa fille. Ses idées, ses opinions sur les hommes et les choses sont constamment reprises par elle ». À partir de 1903, la musicienne française Cécile Lauru est Lehrerin und Erzieherin (enseignante et éducatrice).

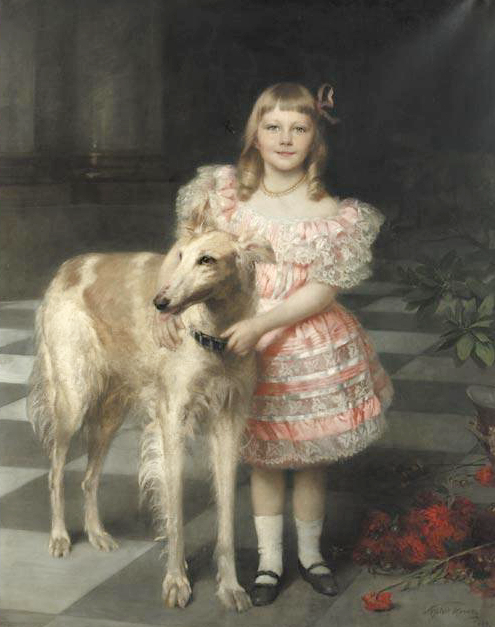
La princesse Victoria-Louise en 1897. Portrait de Sophie Koner.

Durant son enfance, Victoria-Louise retrouve fréquemment ses cousins, les princes de Hesse-Cassel, enfants de Marguerite et les princes et princesses de Grèce, fille de sa tante, Sophie de Prusse, au château de Kronberg. En 1905, la jeune fille étudie la musique avec la pianiste Sandra Droucker.
En 1910, la princesse qui a 18 ans, accompagne ses parents à Königsberg et à Metz où elle participe à l'inauguration du Lycée de jeunes filles. En mai 1911, la princesse accompagne ses parents lors d'un voyage officiel en Angleterre à l'occasion de l'inauguration du monument érigé en l'honneur de son arrière-grand-mère devant le palais de Buckingham Victoria Memorial, à Londres.

### Un mariage inattendu

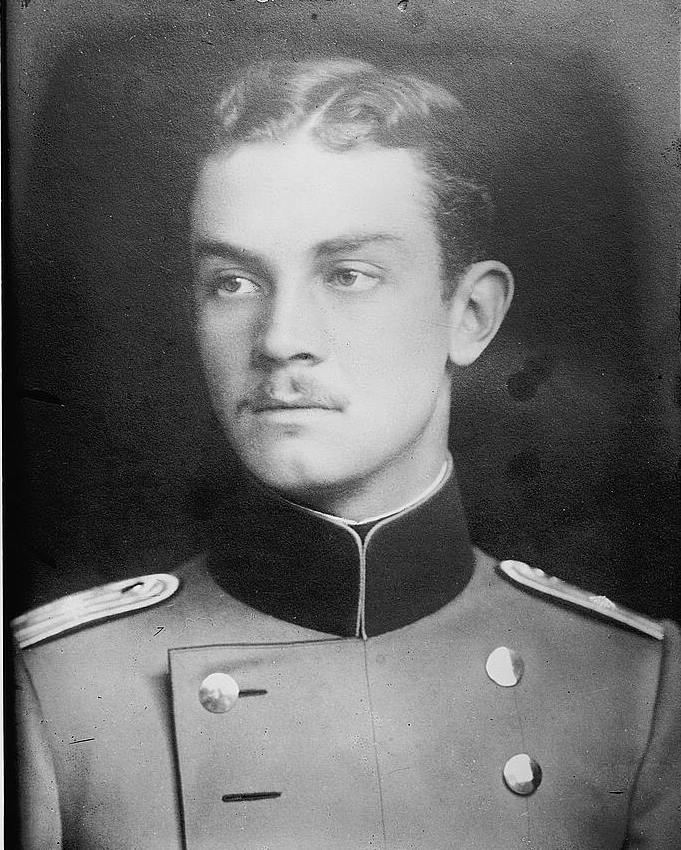
Le prince royal de Hanovre

En 1912, le prince royal Ernest-Auguste de Hanovre, seul fils survivant du prétendant Ernest-Auguste III de Hanovre, se rend à Berlin pour y remercier le Kaiser Guillaume II d'avoir envoyé ses fils Guillaume et Eitel-Frédéric aux funérailles de son frère aîné, le prince Georges-Guillaume de Hanovre mort brutalement dans un accident d'automobile.
Durant son séjour dans la capitale allemande, Ernest-Auguste fait la connaissance de la princesse Victoria-Louise, et les deux jeunes gens ne tardent pas à tomber amoureux. Cependant, leur idylle est vue d'un mauvais œil par leurs familles et tarde de longs mois à aboutir à un mariage. En effet, son père est l'héritier du trône de Hanovre, qui a été annexé par les Hohenzollern à la suite de la guerre austro-prussienne de 1866. Il est également l'héritier du trône de Brunswick, où une régence a été imposée par les Hohenzollern après la mort de Guillaume VIII. Sa mère est une fille du roi Christian IX de Danemark dont le petit pays, victime de la rapacité prussienne a vu ses états amputés d'un tiers par la Prusse.
Cependant un accord est trouvé qui permet la réconciliation des dynasties ennemies. Afin que son fils puisse épouser Victoria-Louise, le père d'Ernest-Auguste renonce à ses droits sur le duché de Brunswick. Ernest-Auguste devient l'héritier légitime du duché, il renonce à ses droits dynastiques sur le Hanovre. En compensation, le Kaiser reconnaît ses droits successoraux sur le Brunswick.
Le mariage de Victoria-Louise et d'Ernest-Auguste se déroule à Berlin le 24 mai 1913. Il est présenté par la presse comme la conclusion d'une longue opposition entre les maisons de Hanovre et de Hohenzollern. The Times décrit même l'union comme une histoire à la Roméo et Juliette, dont la conclusion est cependant plus positive. En dépit de la présentation de l'affaire comme une simple histoire d'amour, certains auteurs modernes y voient plutôt un mariage politique. L'historienne Eva Giloi considère ainsi que l'union de Victoria-Louise et d'Ernest-Auguste est surtout due à la volonté de la Prusse de mettre un terme aux querelles l'opposant aux héritiers du trône de Hanovre. Il n'en reste pas moins que Victoria-Louise décrit, dans une de ses lettres, son union comme un « mariage d'amour ».
Le mariage de Victoria-Louise et d'Ernest-Auguste donne lieu à de grandes festivités, qui réunissent les représentants de la plupart des dynasties européennes, qui sont autant de proches parents, parmi lesquels le roi George V du Royaume-Uni et le tsar Nicolas II de Russie, accompagnés de leurs épouses respectives la reine Mary de Teck et la tsarine Alexandra Feodorovna de Russie. Pour de nombreux observateurs, il s'agit même du dernier grand événement princier avant le déclenchement de la Première Guerre mondiale. Le Kaiser Guillaume II gracie, pour l'occasion, deux espions britanniques, les capitaines Bertrand Stewart (en) et Bernard Frederick Trench (en).

### Duchesse de Brunswick
Le 3 novembre 1913, Ernest-Auguste et Victoria-Louise font leur entrée triomphale à Brunswick, capitale du duché éponyme, où ils reçoivent le pouvoir des mains du prince-régent Jean-Albert de Mecklembourg[réf. nécessaire]. Moins d'un an plus tard, le 18 mars 1914, naît leur premier enfant, le duc héréditaire Ernest-Auguste. Peu après, l'Europe s'enfonce dans la Première Guerre mondiale. Le couple a néanmoins quatre autres bébés : Georges-Guillaume (né en 1915), Frederika (née en 1917), Christian (né en 1919) et enfin Guelf-Henri (né en 1923)[réf. nécessaire].
Nommé par son beau-père général de division de l'armée prussienne, le duc de Brunswick combat les forces de la Triple Entente durant la Première Guerre mondiale[réf. nécessaire]. Sa présence, et celle (toute symbolique) de son père, dans les rangs de l'armée allemande leur vaut d'être privés de leurs titres et pairies britanniques par leur cousin, le roi George V du Royaume-Uni, après le vote du Titles Deprivation Act en 1917.
En novembre 1918, une révolution secoue l'Empire allemand et le Kaiser Guillaume II s'exile aux Pays-Bas. Dans la foulée, un conseil de soldats oblige Ernest-Auguste à abandonner le pouvoir (8 novembre) et les Hanovre se réfugient dans leur domaine de Gmunden, en Autriche. Une fois le calme revenu en Allemagne, la famille récupère l'essentiel de sa fortune et revient séjourner une partie de l'année dans son ancien duché, où elle récupère notamment les châteaux de Blankenburg et de Marienbourg. Le Kaiser a élu domicile à Doorn aux Pays-Bas.

### Sous la République de Weimar et le Troisième Reich
Profondément affectée par le suicide de son fils cadet (et préféré) le prince Joachim de Prusse, l'impératrice dont la santé était particulièrement fragilisée meurt en 1921. La duchesse de Brunswick est à ses côtés. Le Kaiser se remarie rapidement ce qui choque la princesse et ses frères qui n'assistent pas aux noces.
En 1923, le père d'Ernest-Auguste meurt d'apoplexie à Gmunden, en Autriche. Le duc et la duchesse de Brunswick prennent alors la tête de la maison de Hanovre. Ils héritent cependant d'une fortune amoindrie par la crise financière que subit la République de Weimar, ce qui les contraint à se séparer d'une partie de leur patrimoine familial durant les années 1930.
Dès 1926, le Kronprinz Frédéric-Guillaume prend contact avec Adolf Hitler dans l'espoir d'une restauration de la monarchie. En 1933, son fils aîné renonce à ses droits pour pouvoir épouser la femme de son choix. Le prince Louis-Ferdinand de Prusse, second fils du Kronprinz, devient alors l'héritier potentiel du trône de Prusse. En 1938, il épouse la grande-duchesse Kira Kyrillovna de Russie, fille du grand-duc Cyrille, prétendant au trône impérial Russe.
Après l'arrivée au pouvoir d'Adolf Hitler en 1933, plusieurs proches de Victoria-Louise rejoignent le parti nazi, parmi lesquels deux de ses frères, le Kronprinz Guillaume et le prince Auguste-Guillaume. Contrairement à ces derniers, le duc Ernest-Auguste refuse ostensiblement de rejoindre le NSDAP, ce qui ne l'empêche pas de compter parmi les donateurs du parti et de fréquenter les hauts dignitaires du Troisième Reich. En 1934, Hitler tente de profiter des liens familiaux unissant le duc et la duchesse de Brunswick avec les Windsor pour organiser un rapprochement entre le Troisième Reich et le Royaume-Uni. Il demande alors au couple princier de favoriser l'union de leur fille, la princesse Frederika, avec le prince de Galles (futur Édouard VIII). Cependant, les anciens souverains refusent, à cause de la trop grande différence d'âge séparant les deux jeunes gens. Après leurs fiançailles en 1936, la princesse épouse le prince héritier de Grèce, Paul de Grèce en 1938 et la même année donne le jour à une fille, Sophie puis à un garçon, Constantin. Une seconde fille naît en 1942.
En 1940, le prince Guillaume tombe pendant la Bataille de France. Ses obsèques ont un tel retentissement sur l'opinion publique Allemande que le chancelier Hitler interdit aux membres de l'ex-Maison impériale de combattre dans les rangs de l'armée du Reich.
En mai 1941, Guillaume II tombe malade et Victoria-Louise et ses frères se rendent à son chevet à Doorn. Après quelques jours, le Kaiser se rétablit mais il meurt le mois suivant, en présence de sa deuxième femme, la princesse Hermine Reuss zu Greiz.

### Après-guerre

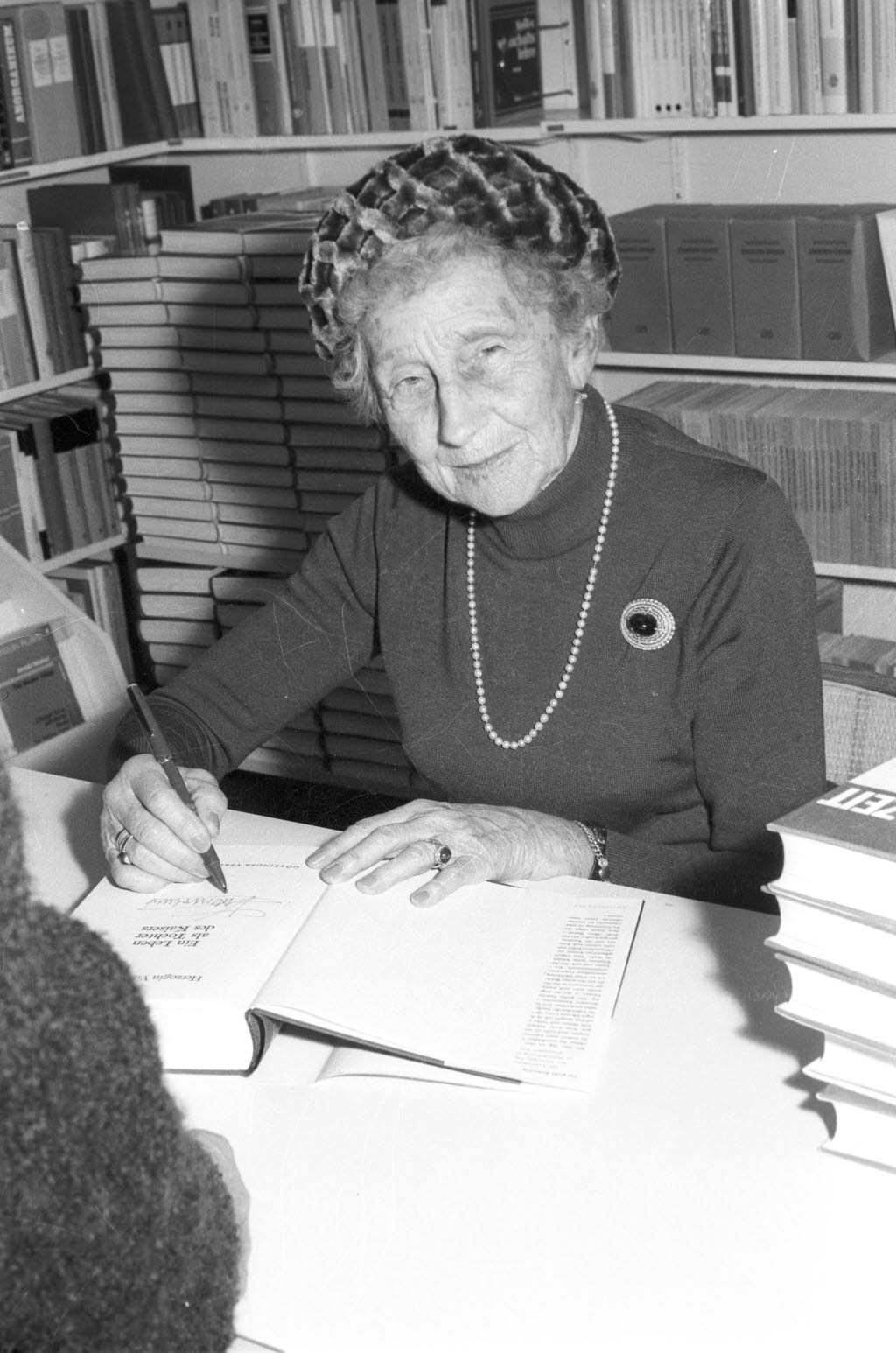
Victoria-Louise signant ses mémoires à Kiel en 1970.

En avril 1945, Victoria Louise et Ernest-Auguste s'installent au château de Blankenburg. Face à l'avancée de l'armée soviétique et avec le soutien de leur parent le roi George VI, la famille déménage et s'installe avec ses meubles au Hanovre, dans le château de Marienburg.
Une fois la guerre terminée, Victoria-Louise se consacre à la restauration des palais de sa famille, à la chasse et à l'équitation. Elle sert aussi différentes œuvres de charité en rapport avec les enfants issus de milieux défavorisés. 
En 1947, le prince Paul de Grèce succède à son frère sous le nom de Paul Ier de Grèce. Le duc Ernst-Auguste meurt en 1953. Le roi et la reine Frédérika organisent la croisière des rois et en 1962, leur fille aînée, la princesse Sophie de Grèce épouse l'infant d'Espagne Juan Carlos, héritier du trône espagnol. Le prince Oscar de Prusse s'éteint en 1958. Des enfants de l'ex-Kaiser, seule la duchesse de Brunswick est encore en vie.
Le roi Paul de Grèce s'éteint en 1964. Le prince Constantin devient roi sous le nom de Constantin II et épouse sa lointaine cousine la princesse Anne-Marie de Danemark. Il est évincé du trône en 1967. Tandis que la monarchie est abolie en Grèce, elle est rétablie en Espagne ou l'infant Juan-Carlos devient roi en 1975. Le 6 février 1981, sa belle-mère meurt à l'âge de 64 ans. 
Dernier enfant du Kaiser encore en vie, la duchesse de Brunswick écrit plusieurs livres de souvenirs. Elle meurt en 1980 à l'âge de 88 ans. Elle est entre autres la grand-mère du prince Ernest-Auguste V de Hanovre qui épousa en 1999 la princesse Caroline de Monaco, du roi Constantin II de Grèce (qui s'exila à la suite d'un pronunciamiento militaire en 1967) et l'arrière-grand-mère du roi Philippe VI d'Espagne.

## Distinctions
- 1911 : dame grand-croix de l'ordre d'Élisabeth
- 13 juin 1912 : dame grand-croix de l'ordre de Sainte-Catherine
- 24 mai 1913 : dame de l'ordre de la Reine Marie-Louise [34],[35]
- 9 janvier 1938 : dame grand-croix de l'ordre des Saintes-Olga-et-Sophie [34]
- Dame de l'ordre de l'Aigle noir [34]
- Dame de l'ordre de Louise, première classe [34],[36]
- Dame de l'ordre de Saint-Georges [34]
- Dame de l'ordre du Médjidié, classe spéciale [34]
- Dame grand-cordon de l'ordre de la Charité [37]

## Publications
- (de) Herzogin Viktoria Luise, Ein Leben als Tochter des Kaisers, Gottinger Verlagsanstat, 1966 (ASIN B0000BTZCL)
- (en) H.R.H. Viktoria Luise of Prussia, The Kaiser's Daughter, Prentice-Hall, 1977 (ASIN B01JXQGNPC)
- (de) Herzogin Viktoria Luise, Im Strom der Zeit, Göttinger Verlagsanstalt, 1975  (ISBN 3872670263)
- (de) Herzogin Viktoria Luise, Bilder der Kaiserzeit, Bildband, 1969 (ASIN B0000BTZCJ)
- (de) Herzogin Viktoria Luise, Vor 100 Jahren, Göttinger Verlagsanstalt, 1971
- (de) Herzogin Viktoria Luise, Die Kronprinzessin, Göttinger Verlagsanstalt, 1977  (ISBN 3872670271)
- (de) Herzogin Viktoria Luise, Deutschlands letzte Kaiserin, Göttinger Verlagsanstalt, 1971 (ASIN B000L6LDQI)

## Dans la culture populaire

### Odonymes
- La Viktoria-Luise-Platz de Berlin-Schöneberg a été baptisée en l'honneur de la princesse ;
- La station de métro Viktoria-Luise-Platz, située sur la même place, fait également référence à la princesse.

### Bateaux et zeppelins
Deux navires de la marine allemande portent le nom de la princesse :
- le SMS Victoria Louise (1897-1923) ;
- le Prinzessin Victoria Luise (1910-1921).

En outre, le Zeppelins LZ 11 Viktoria Luise porte le nom de la princesse.

### Exposition
Le château-musée de Brunswick (de) organise une exposition consacrée à la princesse entre le 14 septembre 2017 et le 16 septembre 2018.

### Documentaires
- Le mariage de Victoria-Louise et d'Ernest-Auguste a été filmé. Ce « documentaire » est aujourd'hui considéré comme le premier film en couleur. Pour parvenir à ce résultat, des filtres monochromes furent utilisés, puis les résultats de chacun superposés ;
- Victoria-Louise et Ernest-Auguste apparaissent dans la série documentaire Les Aigles foudroyés (1997) de Frédéric Mitterrand.

### Jeux vidéo
- Dans le jeu de stratégie Hearts of Iron 4, Victoria-Louise de Prusse peut devenir impératrice si le joueur choisit de prendre certaines décisions et chemins dans l'arbre de priorité de l'Allemagne.

### Biographie de la princesse
- (de) Gerd Biegel, Victoria Luise. Kaisertochter, Herzogin und Braunschweiger Bürgerin. Streiflichter aus ihrem Leben, Meyer, Brunswick, 1992  (ISBN 3-926701-15-3).
- (de) Britta Berg: Viktoria Luise, Herzogin zu Braunschweig u. Lüneburg. In: Luitgard Camerer, Manfred R. W. Garzmann (de), Wolf-Dieter Schuegraf (Hrsg.): Braunschweiger Stadtlexikon. Joh. Heinr. Meyer Verlag, Braunschweig 1992  (ISBN 3-926701-14-5), S. 236.
- (de) Gerd Biegel: Braunschweig-Lüneburg, Victoria Luise Adelheid Mathilde Charlotte Herzogin von, Prinzessin von Preußen. In: Horst-Rüdiger Jarck, Günter Scheel (Hrsg.): Braunschweigisches Biographisches Lexikon – 19. und 20. Jahrhundert. Hahnsche Buchhandlung, Hannover 1996  (ISBN 3-7752-5838-8), S. 94–95.

### Sur Victoria-Louise et sa famille
- (en) Lamar Cecil, Wilhelm II : Emperor and Exile, 1900-1941, Volume 2, Chapel Hill, NC, University of North Carolina Press, 1996 (lire en ligne)
- (es) Ricardo Mateos Sainz de Medrano, La Familia de la Reina Sofía : La Dinastía griega, la Casa de Hannover y los reales primos de Europa, Madrid, La Esfera de los Libros, 2004, 573 p. (ISBN 84-9734-195-3)
- (en) Hannah Pakula, An Uncommon Woman : The Empress Frederick, Daughter of Queen Victoria, Wife of the Crown Prince of Prussia, Mother of Kaiser Wilhelm, New York, Simon and Schuster Inc., 1997, 704 p. (ISBN 0-684-84216-5, lire en ligne)
- (en) Jonathan Petropoulos, Royals and the Reich : The Princes von Hessen in Nazi Germany, New York, Oxford University Press, 2006, 524 p. (ISBN 0-19-533927-4, lire en ligne)
- (en) Torsten Riotte, Royal Kinship. Anglo-German Family Networks 1815-1918, Munich, K.G. Saur Verlag, 2008 (ISBN 978-3-598-23003-5, lire en ligne), « The House of Hanover, Queen Victoria and the Gelph dynasty »
- (en) Torsten Riotte, Monarchy and Exile: The Politics of Legitimacy from Marie de Médicis to Wilhelm II, Basingstoke, Hampshire, Palgrave Macmillan, 2011 (ISBN 978-0-230-24905-9, lire en ligne), « Hanoverian Exile and Prussian Governance: King George V of Hanover and His Successor in Austria, 1866-1913 »
- (en) Anne Topham, Memories of the Kaiser's Court, New York, Dodd, Mead and Company, 1915 (lire en ligne)
- (en) Justin C. Vovk, Imperial Requiem : Four Royal Women and the Fall of the Age of Empires, Bloomington, IN, iUniverse, 2012, 640 p. (ISBN 978-1-4759-1749-9, lire en ligne)

### Histoire de l'Allemagne
- (en) Charles Emmerson, 1913 : The World before the Great War, Londres, Random House, 2013 (réimpr. 2013), 544 p. (ISBN 978-1-4481-3732-9, lire en ligne) - Total pages: 544
- (en) Eva Giloi, Monarchy, myth, and material culture in Germany : 1750-1950, Cambridge, UK, Cambridge University Press, 2011, 422 p. (ISBN 978-0-521-76198-7, lire en ligne)
- (en) Giles MacDonogh, The Last Kaiser: The Life of Wilhelm II, New York, St. Martin's Press, 2000
- (en) Giles MacDonogh, After the Reich: The Brutal History of the Allied Occupation, New York, Basic Books, 2007 (ISBN 978-0-465-00338-9, lire en ligne)